# Half-time
L'half-time (mi-temps en anglais) désigne les festivités estudiantines belges organisées par les étudiants au moment correspondant à la moitié de leur cursus (par exemple, vers la moitié de la 3e année pour les études en 5 ans et la moitié de la 4e année pour celle en 7 ans). Des descentes d'auditoires et/ou des soirées ont souvent lieu à cette occasion. Par analogie, la full-time désigne la fête organisée à la fin des études.